# Phê bình tiểu sử

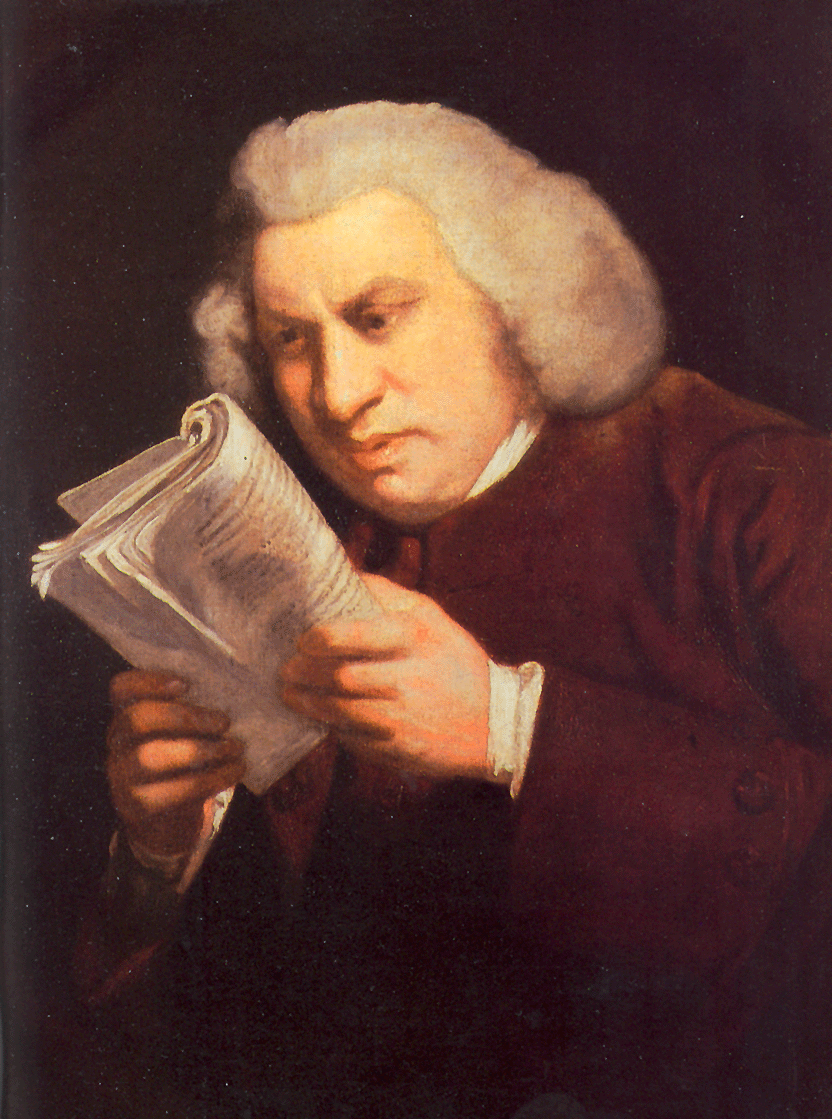
Cuốn Lives of the Poets (1779–81) của Samuel Johnson có thể được xem là tác phẩm đầu tiên nghiên cứu kỹ lưỡng về phê bình tiểu sử.

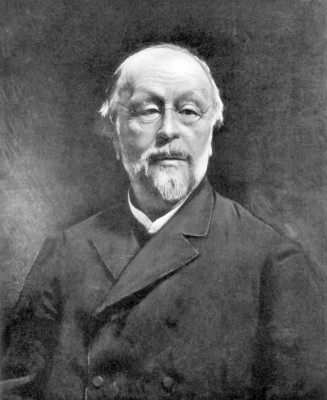
Hippolyte Taine là người tiên phong trong nghiên cứu văn học tiểu sử.

Phê bình tiểu sử là một hình thức phê bình văn học phân tích tiểu sử của một nhà văn để chỉ ra mối quan hệ giữa cuộc đời của tác giả và các tác phẩm văn học của họ. Phê bình tiểu sử thường được kết hợp với phê bình tiểu-lịch sử, một phương pháp phê bình "chủ yếu xem xét một tác phẩm văn học, nếu không muốn nói là độc quyền, là sự phản ánh cuộc đời và thời đại của tác giả".
Phương pháp phê bình lâu đời này ít nhất đã có từ thời kỳ Phục hưng, và được Samuel Johnson áp dụng rộng rãi trong Lives of the Most Eminent English Poets (1779–81) của ông.
Giống như bất kỳ phương pháp luận phê bình văn học nào, phê bình tiểu sử có thể được sử dụng một cách thận trọng và sâu sắc hoặc được sử dụng như một lối tắt bề ngoài để khai thác tác phẩm văn học theo cách riêng của nó thông qua các trường phái như chủ nghĩa hình thức. Do đó, phê bình tiểu sử thế kỷ 19 bị cái gọi là "Nhà phê bình mới" của những năm 1920 không tán thành, và họ đặt cho nó ra thuật ngữ "ngụy biện tiểu sử" để mô tả những lời phê bình đã bỏ qua nguồn gốc giàu trí tưởng tượng của văn học.
Bất chấp sự phê bình này, phê bình tiểu sử vẫn là một phương thức quan trọng để tìm hiểu các tác phẩm văn học trong suốt thế kỷ 20, đặc biệt là trong các nghiên cứu về Charles Dickens và F. Scott Fitzgerald, cùng những người khác. Phương pháp này tiếp tục được sử dụng trong việc nghiên cứu của các tác giả như John Steinbeck, Walt Whitman và William Shakespeare.

## Lịch sử
Phê bình tiểu sử có thể được coi là hậu duệ của lối tư duy thịnh hành vào thế kỷ 19, chủ nghĩa thực chứng. Theo chủ nghĩa thực chứng, chỉ những sự kiện có thể quan sát được là quan trọng và cần được tính đến. Nhà triết học người Pháp Hippolyte Taine đã áp dụng các nguyên tắc của chủ nghĩa thực chứng vào việc nghiên cứu văn học trong cuốn sách Histoire de la litténtic anglaise (1863) của mình. Những ý tưởng của Tainen dần dần trở thành tiểu sử của những người theo chủ nghĩa thực chứng.
Theo chủ nghĩa thực chứng, Taine cho rằng chỉ có thể xem xét sự phù hợp về vật chất và hữu hình. Trong nghiên cứu văn học, điều này khiến các nhà nghiên cứu phải cố gắng tìm hiểu tâm hồn của các nhà văn và hoàn cảnh đã ảnh hưởng đến nó. Trong thực tế, điều này có nghĩa là nhà nghiên cứu phải tìm ra tất cả các sự kiện có thể có về tác giả và môi trường của anh ta. Tuy nhiên, nghiên cứu văn học tiểu sử cũng dựa trên quan điểm rằng tác giả luôn là một ngoại lệ sáng tạo. Trong trường hợp này, phương pháp tiểu sử xuất phát đồng thời từ cả chủ nghĩa kinh nghiệm và chủ nghĩa duy tâm, điều này làm cho nó mâu thuẫn nội bộ.
Wilhelm Scherer đã thực hiện một nghiên cứu tiểu sử về văn học được biết đến rộng rãi hơn. Ông cũng chuyển trọng tâm nghiên cứu sang tâm lý tác giả. Theo ông, sự ra đời của tác phẩm chịu ảnh hưởng của di sản gia đình, trình độ học vấn và kinh nghiệm sống của tác giả. Vào thế kỷ 19 và 20, tâm lý học ngày càng trở nên quan trọng hơn. Nó dường như giải quyết mâu thuẫn giữa chủ nghĩa kinh nghiệm và chủ nghĩa duy tâm. Tư tưởng của Tainen về các vấn đề bên ngoài đã bị gạt sang một bên. Chính trong thời gian này, ý tưởng cho rằng văn học là sự tự thể hiện cá nhân của tác giả và do đó, bằng cách nào đó, tiểu sử luôn được hình thành. Theo ý tưởng này, tác phẩm chỉ là công cụ để tìm hiểu tác giả và tính cách của ông ta.
Phê bình tiểu sử đã vấp phải sự chỉ trích gay gắt từ những năm 1960. Điều này đã được cân bằng bởi các hướng bác bỏ hoàn toàn tác giả. Tuy nhiên, có những xu hướng khác có tính đến tác giả và tác phẩm, ví dụ, dưới góc độ của thông tin tiểu sử.

## Tổng quan
Phê bình tiểu sử dựa trên ý tưởng rằng một nhà văn là một cá nhân đặc biệt, người có thể đạt được điều gì đó mà người bình thường không làm được. Bằng những gì cao nhất, tác giả đã bộc lộ được những phẩm chất trong tâm hồn của con người. Bởi vì điều này, ý nghĩa của văn học được phục hồi, gắn liền với tác giả và cuộc đời của họ. Trong nghiên cứu văn học tiểu sử, các tác phẩm hư cấu được giải thích qua các giai đoạn của cuộc đời tác giả và nhân cách của họ.
Mặt khác của nghiên cứu văn học tiểu sử, một lần nữa, là các tác phẩm hư cấu được sử dụng để làm sáng tỏ danh tính của tác giả. Tuy nhiên, điều này vẫn đang được tranh luận. Câu hỏi đặt ra là: nên hướng công việc nghiên cứu vào đâu, vào chính các tác phẩm hư cấu hay cũng ở điều kiện ra đời của chúng? Trong lựa chọn thứ hai, cuộc tranh luận cũng là về việc nên nên nghiên cứu hoàn cảnh cá nhân của tác giả sâu đến mức độ nào.

### Xu hướng phụ trong nghiên cứu văn học tiểu sử
Phê bình tiểu sử cũng có thể được chia thành ba khuynh hướng nhấn mạnh các vấn đề khác nhau. Tiểu sử theo chủ nghĩa thực chứng nhìn tác phẩm hư cấu thông qua bối cảnh và hoàn cảnh lịch sử của tác phẩm. Trong đó, mục tiêu là bên ngoài công việc, không giống như trong tiểu sử theo chủ nghĩa cấu trúc nơi họ đang làm việc hoặc liên kết. Tiểu sử theo trường phái cấu trúc coi tác giả chỉ là một văn bản phụ khả dĩ mà tác phẩm có thể có mối liên hệ. Tuy nhiên, về nguyên tắc, cả hai xu hướng này đều nhằm mục đích khái quát hóa một tác phẩm văn học.
Xu hướng thứ ba là tiểu sử tâm lý, tìm cách khám phá tâm trí của tác giả thông qua tác phẩm văn học. Trong đó, tác phẩm và tác giả gắn kết thành một chỉnh thể không thể tách rời, không có sự liên quan đến bối cảnh ra đời của tác phẩm. Giống như một cuốn tiểu sử theo chủ nghĩa cấu trúc, tiểu sử tâm lý phân biệt đối tượng nghiên cứu với bối cảnh lịch sử của nó.

## Trường phái tiêu dao
Trong cuốn The Cambridge history of literary criticism: Classical criticism, trong một chương có tiêu đề "Phê bình tiểu sử cận kề", George Alexander Kennedy lưu ý rằng trong thời kỳ Hy Lạp hóa, "Tác phẩm của các tác giả được đọc như nguồn thông tin về cuộc sống, tính cách và sở thích của họ. Một số tài liệu này sau đó đã được các nhà bình luận và nhà phê bình khác sử dụng để giải thích các đoạn văn trong tác phẩm của họ. Quá trình này trở thành một vòng tuần hoàn trong đó, mặc dù các nhà viết tiểu sử Peripatetic sử dụng bằng chứng bên ngoài nếu có, họ không phải tiếp tục và trích xuất các đoạn văn để có dẫn chứng".

## Công nhận sự khác biệt
Jackson J. Benson mô tả hình thức này như một sự "công nhận" sự khác biệt- rằng có một tác giả khác biệt về tính cách và hoàn cảnh với độc giả — dường như là một mệnh đề đơn giản. Tuy nhiên, đây là điều kiện tiên quyết cơ bản để hiểu và việc đánh giá một văn bản văn học, và điều này thường bị ngay cả các nhà phê bình văn học sành sỏi nhất phớt lờ. Việc khám phá sự khác biệt là điều mà văn học tiểu sử và phê bình tiểu sử có thể làm tốt nhất, khám phá một tác giả như một cá thể độc nhất, một khám phá đặt nền móng cho chúng ta tiếp cận để nhận ra sự độc đáo đó trước khi chúng ta có thể hiểu hết các tác phẩm của một tác giả."

## Mối quan hệ với các phương thức phê bình khác
Phê bình tiểu sử có điểm chung với chủ nghĩa tân lịch sử là quan tâm đến thực tế là tất cả các tác phẩm văn học đều nằm trong bối cảnh lịch sử và tiểu sử cụ thể mà trong giai đoạn này đó chúng được tạo ra. Phê bình tiểu sử, cũng giống như chủ nghĩa tân lịch sử, bác bỏ quan điểm cho rằng nghiên cứu văn học nên được giới hạn trong các đặc điểm bên trong hoặc hình thức của một tác phẩm văn học, và khẳng định rằng nó bao gồm một cách thích hợp kiến thức về bối cảnh mà tác phẩm được tạo ra. Phê bình tiểu sử có một mối quan hệ không rõ ràng với chủ nghĩa lãng mạn. Người ta thường cho rằng phương thức nyaf là sự phát triển tiếp nối từ chủ nghĩa lãng mạn, nhưng nó cũng đối lập với khuynh hướng lãng mạn khi xem văn học như thể hiện một sự siêu việt "phổ quát" đối với những điều kiện cụ thể của nguồn gốc của nó.